# Étienne Clavière

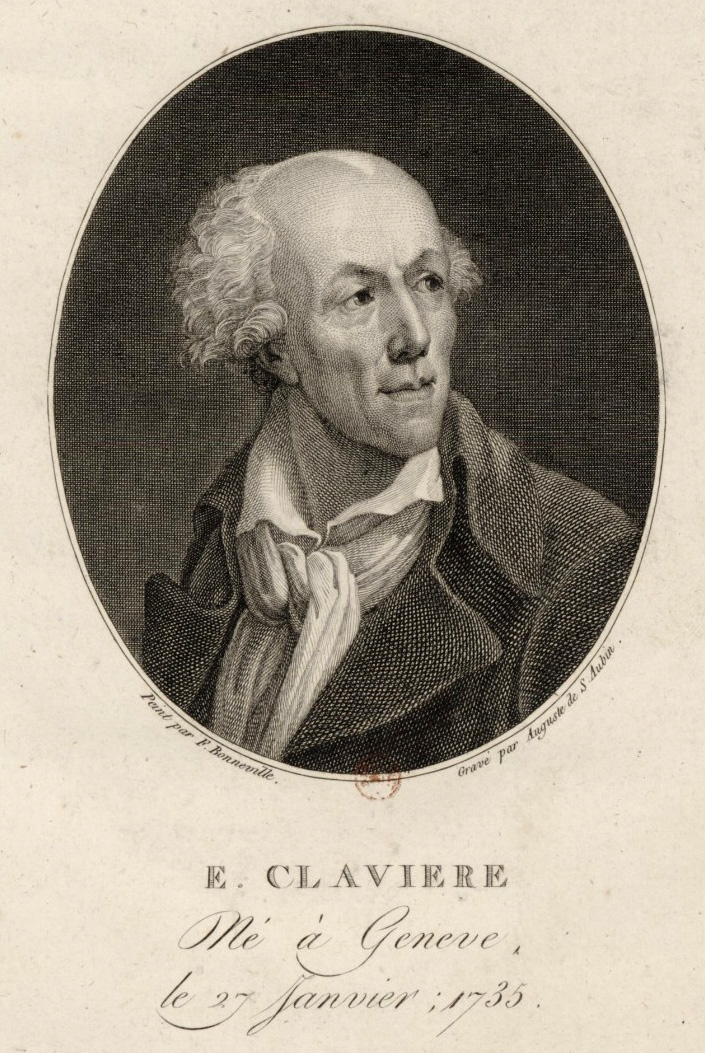
Étienne Clavière

Étienne Clavière (* 29. Januar 1735 in Genf; † 8. Dezember 1793 in Paris) war ein Bankier und Politiker in Genf und Frankreich.
Als einer der demokratischen Führer in Genf war er 1782 nach der bewaffneten Einmischung Frankreichs, Sardiniens und Berns zugunsten der aristokratischen Partei gezwungen, in England Zuflucht zu nehmen. Dort traf er andere Schweizer, darunter Marat und Etienne Dumont, aber ihre Pläne für ein neues Genf in Irland – das die Regierung favorisierte – wurden aufgegeben, als Necker in Frankreich an die Macht kam und Clavière mit den meisten seiner Genossen nach Paris ging.
Dort verbündeten sich er und Dumont mit Mirabeau. Sie arbeiteten geheim mit ihm zusammen am courrier de provence und bereiteten die Reden vor, die Mirabeau als seine eigenen vortrug. Mit Mirabeau war er einer der Dreißig in der Gesellschaft der Dreißig und auch mit ihm Mitglied der Jakobiner. Es war hauptsächlich dem Rückgriff auf Clavière zu verdanken, dass Mirabeau seinen Ruf als Finanzmann aufrechterhielt. Aber Clavière veröffentlichte auch einige Pamphlete unter seinem eigenen Namen. Durch sie und durch seine Freundschaft mit Brissot, den er in London getroffen hatte, wurde er Finanzminister im Girondisten-Kabinett von März bis zum 12. Juni 1792.
Nach dem 10. August wurden ihm wieder die Aufsicht über die Finanzen in dem provisorischen Exekutivrat übertragen, jedoch mit unklarem Erfolg. Er teilte das Schicksal der Girondisten und wurde am 2. Juni 1793 verhaftet. Er verblieb bis zum 8. Dezember im Gefängnis, und als er benachrichtigt wurde, dass er am nächsten Tag vor dem Revolutionstribunal erscheinen würde, tötete er sich.